# Monica Bergamelli
Monica Roberta Bergamelli (Bergamo, 24 maggio 1984) è un'allenatrice di ginnastica ed ex ginnasta italiana.
Ha partecipato, con la Nazionale di ginnastica artistica italiana, a tre edizioni dei giochi olimpici ed ha conquistato le prime medaglie d'oro e di bronzo europee della ginnastica italiana.

## Carriera sportiva

### Junior
Bergamelli consegue i suoi primi risultati ai Campionati italiani assoluti del 1998, dove conquista una medaglia d'oro alle parallele asimmetriche ed una d'argento alla trave. Lo stesso anno è convocata in Nazionale ai Campionati europei a San Pietroburgo, nella categoria junior, dove consegue la medaglia d'argento alla trave.
Ai Campionati assoluti dell'anno successivo si laurea campionessa italiana al volteggio e vice-campionessa alle parallele. Partecipa ai Campionati mondiali a Tianjin e si classifica al 9º posto nel concorso a squadre e al 14º in quello all-around.

### Senior
Nel 2000 si conferma campionessa italiana al volteggio; con la nazionale italiana partecipa prima agli europei di Parigi (5ª nel concorso a squadre e 11ª nell'individuale) e poi alle Olimpiadi di Sidney, in cui si classifica 11ª a squadre e 18ª nell'individuale. In tale concorso, a un certo punto i giudici si accorgono che la tavola del volteggio era stata fissata 5 cm più in basso rispetto a quanto prescritto dal regolamento. Per questo motivo, alle ginnaste coinvolte nell'errore viene data l'opportunità di ripetere il salto, ma Bergamelli decide di non ripeterlo.
Nel 2001 partecipa ai Campionati Mondiali di Gand con le compagne Cristina Cavalli e Giorgia Denti, dove arriva settantesima nel concorso generale individuale con 32.750 punti.
Partecipa ai XIV Giochi del Mediterraneo che si svolgono a Tunisi insieme a Ilaria Colombo, Cristina Cavalli, Maria Teresa Gargano, Giorgia Denti. Vince tre medaglie d'argento (concorso a squadre, volteggio e parallele asimmetriche).
Partecipa a novembre alla Coppa del mondo di ginnastica artistica a Stoccarda dove vince l'argento alle parallele asimmetriche.
A fine novembre partecipa poi al campionato nazionale di categoria a Lavagna, dove vince la medaglia d'oro con 35,175 punti davanti a Cristina Cavalli e Giorgia Denti.
A Dicembre prende parte ai Campionati italiani assoluti di Gorizia dove con buone prestazioni (9.100 al volteggio, 8.950 alle parallele, 8.700 alla trave e 8.100 al corpo libero) si classifica al secondo posto generale, conquistando la medaglia d'argento, il giorno successivo durante le finali di specialità vince la medaglia d'oro al volteggio (terzo anno consecutivo), dietro alle lissonesi Cristina Cavalli e Ilaria Colombo. Alle parallele vince la medaglia d'oro con 9.150 punti, alla trave vince l'argento dietro a Ilaria Colombo e precedendo Ilaria Rosso. Infine al coro libero vince la medaglia di bronzo.
Partecipa alla Serie A con le compagne Ilaria Cortinovis, Giorgia Denti e Guendalina Salvi. Nella prima tappa a Schio la squadra arriva in settima posizione, nella seconda tappa vince la medaglia di bronzo.
Agli europei 2002, a Patrasso, Bergamelli conquista con la Nazionale la prima medaglia di bronzo italiana nel concorso a squadre; si classifica inoltre dodicesima nel concorso generale individuale e quinta alle parallele asimmetriche. Nello stesso anno giunge undicesima alle parallele asimmetriche e dodicesima al volteggio ai Campionati mondiali di Debrecen.
Il 2003 la vede medaglia d'argento ai Campionati assoluti di Mestre e sedicesima ai Campionati mondiali di Anaheim nel concorso generale individuale.
Nel 2004, a Meda, si laurea campionessa italiana assoluta nel concorso generale individuale; bissa la medaglia d'oro nel volteggio; conquista l'argento nel corpo libero. Agli Europei di Amsterdam si classifica al sesto posto nel concorso a squadre e all'undicesimo posto nel concorso generale individuale. Alle Olimpiadi di Atene la squadra Nazionale non raggiunge la qualificazione: Monica partecipa individualmente, come Maria Teresa Gargano, e si classifica al 54º posto nel concorso generale individuale.
Ai Campionati assoluti del 2005, ad Ancona, vince tre medaglie d'argento (alla trave, alle parallele asimmetriche e al volteggio); lo stesso anno giunge decima nel concorso generale individuale ai Campionati europei di Debrecen e tredicesima ai Campionati mondiali di Melbourne nella stessa specialità. Vince la medaglia d'oro a squadre ai XV Giochi del Mediterraneo che si svolgono ad Almería, dominati da Vanessa Ferrari.
Ai Campionati europei di Volos del 2006, Bergamelli fa parte della squadra Nazionale che vince il titolo continentale per la prima volta. È quarta nel concorso generale individuale ai Campionati italiani assoluti e, con la Nazionale, si classifica al nono posto ai Campionati mondiali di Aarhus, mentre Vanessa Ferrari vince il titolo assoluto.
Fa parte della Nazionale ai Mondiali di Stoccarda 2007, conseguendo il quarto posto nel concorso a squadre.
Partecipa alle Olimpiadi di Pechino, classificandosi decima nel concorso a squadre, con Francesca Benolli, Vanessa Ferrari, Federica Macrì, Lia Parolari e Carlotta Giovannini.

## Dopo il ritiro
Bergamelli è attualmente Consigliere della Federazione Ginnastica d'Italia. Il 14 luglio 2014 è diventata madre di una bambina di nome Aurora.